# Confusion Is Sex
| Đánh giá chuyên môn           | Đánh giá chuyên môn |
| Nguồn đánh giá                | Nguồn đánh giá      |
| Nguồn                         | Đánh giá            |
| ----------------------------- | ------------------- |
| AllMusic                      | · (reissue)         |
| Chicago Tribune               | [ 3 ]               |
| Robert Christgau              | C+                  |
| The Rolling Stone Album Guide | [ 5 ]               |

Confusion Is Sex là một album phòng thu đầu tay của ban nhạc alternative rock Sonic Youth. Nó được phát hành dưới dạng 12" vinyl vào tháng 2 năm 1983 bởi hãng đĩa thu âm Neutral.

## Bối cảnh
Confusion Is Sex được thu âm bởi Wharton Tiers trong phòng thu Chelsea của ông (ông ta lập ra nó trong một tầng hầm của một ngôi nhà mà ông làm việc). Nó chủ yếu được thu âm trong khoảng thời gian ngắn Jim Sclavunos làm tay trống cho ban nhạc, và Sclavunos chơi trống trong hầu hết các track. Chán nản với vị trí thu âm khác thường trong phòng thu của Tiers và không hợp ý với âm nhạc của nhóm, Sclavunos rời đi và Bob Bert vào thay thế. Bert có mặt trong "Making the Nature Scene và bản cover "I Wanna Be Your Dog" của Stooges. Confusion Is Sex là album duy nhất của Sonic Youth mà tay guitar Lee Ranaldo chơi bass, như ở track "Protect Me You".
Bìa đĩa là bức phát họa tay guitar Thurston Moore của tay bass Kim Gordon. Bức vẽ này được sử dụng như poster trong thời kỳ đầu của ban nhạc.
Lee Ranaldo thu âm track "Lee Is Free" một mình tại nhà với những máy thu hai băng.

## Phong cách âm nhạc
Album này có những tiếng guitar đôi khi làm nhớ tới tiếng đồng hồ hay chuông, được tạo ra bởi việc dùng prepared guitar với chìa vít gắn giữa fretboard và dây đàn. Những bài hát nổi bật mà Ranaldo và Moore dùng kỹ thuật trên là "Protect Me You", "The World Looks Red" và "Lee Is Free". Ban nhạc cũng có sử dụng kiểu chơi đàn này trong EP đầu tay. Ban nhạc nghĩ ra ý tưởng dùng kỹ thuật này qua những trải nghiệm với Glenn Branca, người thành lập Neutral.

## Danh sách ca khúc
Tất cả lời bài hát được viết bởi Sonic Youth (Kim Gordon, Thurston Moore, Lee Ranaldo, Jim Sclavunos và Bob Bert), trừ "The World Looks Red", bởi Michael Gira; tất cả nhạc phẩm được soạn bởi Sonic Youth, trừ "I Wanna Be Your Dog", bởi The Stooges.
| STT | Nhan đề                                                  | Phổ lời | Hát chính | Thời lượng |
| --- | -------------------------------------------------------- | ------- | --------- | ---------- |
| 1.  | "(She's in A) Bad Mood – Version"                        | Moore   | Moore     | 5:36       |
| 2.  | "Protect Me You"                                         | Gordon  | Gordon    | 5:28       |
| 3.  | "Freezer Burn / I Wanna Be Your Dog" (The Stooges cover) |         | Gordon    | 3:39       |
| 4.  | "Shaking Hell"                                           | Gordon  | Gordon    | 4:06       |
| 5.  | "Inhuman"                                                | Moore   | Moore     | 4:06       |
| 6.  | "The World Looks Red"                                    |         | Moore     | 2:43       |
| 7.  | "Confusion Is Next"                                      | Moore   | Moore     | 3:28       |
| 8.  | "Making the Nature Scene"                                | Gordon  | Gordon    | 3:01       |
| 9.  | "Lee Is Free"                                            |         |           | 3:37       |

| 1995 CD reissue bonus tracks (Kill Yr Idols EP) | 1995 CD reissue bonus tracks (Kill Yr Idols EP) | 1995 CD reissue bonus tracks (Kill Yr Idols EP) | 1995 CD reissue bonus tracks (Kill Yr Idols EP) | 1995 CD reissue bonus tracks (Kill Yr Idols EP) |
| STT                                             | Nhan đề                                         | Phổ lời                                         | {{{extra_column}}}                              | Thời lượng                                      |
| ----------------------------------------------- | ----------------------------------------------- | ----------------------------------------------- | ----------------------------------------------- | ----------------------------------------------- |
| 10.                                             | "Kill Yr Idols"                                 | Moore                                           | Moore                                           | 2:51                                            |
| 11.                                             | "Brother James"                                 | Gordon                                          | Gordon                                          | 3:17                                            |
| 12.                                             | "Early American"                                | Gordon                                          | Gordon                                          | 6:07                                            |
| 13.                                             | "Shaking Hell (Live)"                           |                                                 |                                                 | 3:15                                            |

## Thành phần tham gia
Sonic Youth
- Kim Gordon – hát, guitar bass, guitar, sản xuất
- Thurston Moore – hát, guitar, guitar bass, sản xuất
- Lee Ranaldo – guitar, guitar bass, zither ("Inhuman"), sản xuất
- Jim Sclavunos – trống, sản xuất
- Bob Bert – trống ("I Wanna Be Your Dog", "Making the Nature Scene"), sản xuất

Thành phần kỹ thuật
- Wharton Tiers – sản xuất, kỹ thuật
- John Erskine – trợ lý kỹ thuật